# Пестово (Теплогорский сельсовет)
Пестово — деревня в Великоустюгском районе Вологодской области.
Входит в состав Теплогорского сельского поселения, с точки зрения административно-территориального деления — в Теплогорский сельсовет.
Расстояние по автодороге до районного центра Великого Устюга — 78 км, до центра муниципального образования Теплогорья — 8 км. Ближайшие населённые пункты — Вотчево, Слизовица, Ершово.
По переписи 2002 года население — 5 человек.